# Hermann István Egyed
Hermann István Egyed OPraem, gyakran csak Hermann Egyed, születési nevén Hermann István (Bátaszék, 1895. február 17. – Bátaszék, 1970. március 22.) római katolikus pap, premontrei kanonok, történész, levéltáros, egyetemi tanár, rektor.

## Élete
Ősei bádeni telepesekkel érkeztek Bátaszékre, valamennyien földműveléssel foglalkoztak.
A bátaszéki elemi iskola után a szekszárdi reálgimnáziumban folytatta tanulmányait, majd – a család döntése értelmébyn – a papi pályát választotta, ezért az 1909-10-ik tanévre a ciszterci rend pécsi gimnáziumába került. 1914-ben belépett a premontrei rendbe. Az innsbrucki egyetemen végezte teológiai tanulmányait. 1918-ban szentelték pappá. 1921-ben a hittudományok doktorává avatták. A budapesti tudományegyetemen német-történelem szakot végzett. 1929-ben "A bátaszéki németek és népdalaik" című dolgozatával történelemből bölcsészdoktori oklevelet szerzett.
Teológiai tanár Jászón, majd 1925-től a premontrei reálgimnázium némettanára és hittanára Gödöllőn. 1929-1940 között az egyháztörténet tanára a gödöllői rendi főiskolán, majd a budapesti premontrei rendház gondnoka.
1933-ban „A katolikus egyház története Magyarországon a török felszabadító háborúktól napjainkig” című tárgykörből a budapesti tudományegyetemen egyetemi magántanárrá képesítették. 1938-ban megkapta az egyetemi rendkívüli tanári címet és a Szent István Akadémia rendes tagjává választotta.
1940-42 között tábori lelkész.
1940-48-ban a szegedi tudományegyetemen a magyar történelem és művelődéstörténet nyilvános rendes tanára. 1944-45-ben a bölcsészettudományi kar dékánja, 1945-46-ban prodékánja volt.
1949-ben nyugdíjazták. 1949-50-ben a budapesti Katolikus Tanárképző Akadémián az egyháztörténet nyugalmazott tanára. 1950-től Veszprémben a ferences templom kisegítő lelkésze és a püspöki levéltár levéltárosa.
1965-től Bátaszéken működött lelkészként, de nyilvános istentiszteletet nem tarthatott.
Főként közép- és újkori magyar történelemmel és egyháztörténettel foglalkozott.

## Főbb művei
- A bátaszéki németek és népdalaik (Német Philologiai Dolgozatok 38. Budapest, 1929
- Adatok a kassavidéki reformkorszak történetéhez. Katholikus Szemle, 1929
- A magyar hadsereg tábori főlelkészei 1848–1849-ben. Katholikus Szemle, 1931
- Das Prämonstratenser Gymnazium von Rozsnyó – Rosenau – in Oberungarn. 1778–1787. Ein Beitrag zur Lehrtätigkeit des Ordens. Analecta Praemonstratensia. Bd. 7. Tongerloo, 1931
- A magyar katolikus papság az osztrák katonai diktatúra és az abszolutizmus idején. Gödöllő-Vác, 1932
- Francia emigráns papok Magyarországon, a nagy forradalom idején. Katholikus Szemle, 1933
- Lonovics József római küldetésének (1840-41) belpolitikai és diplomáciai előkészítése. A Pázmány Péter Tudományegyetem Egyháztörténelmi Szemináriumának kiadványai. 1. Budapest, 1934
- A Hittudományi Kar története 1635-1935 (A Kir. M. Pázmány Péter Tudományegyetem története I., Artner Edgárral, Budapest, 1938)
- Veszprémi Egyházmegye papságának könyvkultúrája és könyvállománya a XIX. század elején (Eberhardt Bélával, Veszprém, 1942)
- Kurbély György, veszprémi püspök (1755-1821) (Veszprém, 1947)
- A katolikus egyház története Magyarországon 1914-ig (München, 1973)
- Önéletrajz, 1895–1965; sajtó alá rend. Pál Eliza, Bosnyák Péter, bibliográfia Stefancsik Konrád Benedek, Kovács Endre Imre; II. Géza Gimnázium, Bátaszék, 1995 (A bátaszéki II. Géza Gimnázium Tudományos Diákkörének kiadványai)

## Emlékezete
Tudományos munkássága elismeréseként Hermann Egyed 1992-ben Bátaszék városától posztumusz díszpolgári címet kapott.   2007-ben sírját a Nemzeti Emlékhely és Kegyeleti Bizottság védetté nyilvánította. 1995. május 20-án, születésének 100. évfordulóján emlékkonferenciát rendeztek tiszteletére Bátaszéken. A tudományos ülés után felavatták emléktábláját a római katolikus plébánia homlokzatán.

## További irodalom
- Paulai Imre: Hermann Egyed István. Katolikus Szemle, (Róma) 1970. 3. szám
- Hermann Egyed emlékkönyv; szerk. Sümegi József, Zombori István; METEM, Budapest, 1998 (METEM-könyvek)